# Binježevo
Binježevo je naseljeno mjesto u sastavu općine Hadžići, Federacija Bosne i Hercegovine, BiH.

## Stanovništvo
| Binježevo          |              |              |              |
| godina popisa      | 1991.        | 1981.        | 1971.        |
| Muslimani          | 913 (74,95%) | 668 (66,26%) | 588 (74,90%) |
| Srbi               | 225 (18,47%) | 175 (17,36%) | 185 (23,56%) |
| Hrvati             | 7 (0,57%)    | 3 (0,29%)    | 2 (0,25%)    |
| Jugoslaveni        | 47 (3,85%)   | 155 (15,37%) | 1 (0,12%)    |
| ostali i nepoznato | 26 (2,13%)   | 7 (0,69%)    | 9 (1,14%)    |
| ukupno             | 1.218        | 1.008        | 785          |

## Vanjske poveznice
- Satelitska snimka  Arhivirana inačica izvorne stranice od 14. veljače 2021. (Wayback Machine)